# 虞耸
虞耸，字世龙，会稽余姚人（今浙江余姚），三国末期及晋朝政治人物，天文学家。为孫吴骑都尉虞翻第六子。

## 生平
在吴国时曾任越骑校尉、湘東郡太守，入晋以后，为河间國相。

## 学术成就
创立並著述《穹天论》。认为“天形穹隆如鸡子，幕其际，周接四海之表，浮于元气之上。譬如覆奁以抑水，而不没者，气充其中故也。日绕辰极，没西而还东，不出入地中，天之有极，犹盖之有斗也。天北下于地三十度，极之倾在地卯酉之北亦三十度，人在卯酉之南十馀万里，故斗极之下不为地中，当对天地卯酉之位耳。日行黄道绕极，极北去黄道百一十五度，南去黄道六十七度。二至之所舍以为长短也。”（《晋书·天文志》上。《宋书·天文志》一，《隋书·天文志》上。）